# Wadim Brodski
Wadim (Awadij) Brodski (ukr. Вадим Адольфович Бродський, Wadym Adolfowycz Brodski, ros. Вадим Адольфович 
Бродский, Wadim Adolfowicz Brodski, ur. 24 kwietnia 1950 w Kijowie) – ukraiński wirtuoz skrzypiec z polskim obywatelstwem. Zwycięzca VII Międzynarodowego Konkursu Skrzypcowego im. Henryka Wieniawskiego (1977).

## Życiorys
Pochodzi z ukraińskiej rodziny o korzeniach żydowskich. Jego przodkiem był Adolf Brodski, pierwszy wykonawca Koncertu skrzypcowego Piotra Czajkowskiego.
Naukę gry na skrzypcach rozpoczął w wieku 6 lat. Mając 11 lat wystąpił jako solista z Orkiestrą Symfoniczną Kijowskiej Filharmonii, wykonując koncert Dmitrija Kabalewskiego pod dyrekcją kompozytora. Jest uczniem Olgi Parchomienko i Dawida Ojstracha. W 1982 r. zadebiutował w Nowym Jorku. W latach siedemdziesiątych XX w., na początku kariery miał trudności z koncertowaniem, ponieważ władze Związku Radzieckiego kilkakrotnie odbierały mu paszport. Pod koniec lat siedemdziesiątych zamieszkał w Warszawie, a od 1986 r. mieszka w Rzymie. W 1996 roku otrzymał obywatelstwo polskie.
W swojej karierze otrzymał pierwsze nagrody na wszystkich międzynarodowych konkursach skrzypcowych, w których uczestniczył: Międzynarodowy Konkurs Skrzypcowy im. Henryka Wieniawskiego (Polska 1977), Konkurs im. Paganiniego (Włochy 1984), Konkurs im. Tibora Vargi (Szwajcaria 1984). Koncertował z wieloma znakomitymi orkiestrami, m.in. Filharmonią Moskiewską, Filharmonią Petersburską, Filharmonią Narodową w Warszawie, Narodową Orkiestrą Symfoniczną Meksyku, London Philharmonic Orchestra, Jerozolimską Orkiestrą Symfoniczną, New Jersey Symphony, Orchestre de la Suisse Romande w Genewie.
Wadim Brodski gra na skrzypcach Gennaro Gagliano z 1747 roku. Jest jednym z nielicznych skrzypków w historii, który miał zaszczyt zagrać w 1998 roku podczas tournée z orkiestrą Simfonica di Savona na słynnym instrumencie Il cannone Guarneri del Gesù, należącym do Niccolò Paganiniego.
Występuje w polskiej TV, współpracuje regularnie z włoską TV.

## Odznaczenia
- Srebrny Medal „Zasłużony Kulturze Gloria Artis” (2005)[3]
- Oficer Orderu Gwiazdy Włoch (2021)[4]